# غاري ارين (ممثل)
غاري ارين (بالإنجليزية: Gary Warren)‏ هو ممثل بريطاني، ولد في 5 يوليو 1954 في المملكة المتحدة.

## وصلات خارجية
- غاري ارين على موقع IMDb (الإنجليزية)
- غاري ارين على موقع قاعدة بيانات الأفلام السويدية (السويدية)
- غاري ارين على موقع قاعدة بيانات الفيلم (الإنجليزية)